# Funny Games (2007)
Funny Games (bra: Violência Gratuita; prt: Brincadeiras Perigosas) é um filme teuto-ítalo-franco-áustrio-britano-estadunidense de 2007, dos gêneros drama e suspense, escrito e dirigido por Michael Haneke.
Trata-se de um remake do filme homônimo de 1997, dirigido pelo próprio Haneke. Naomi Watts, Tim Roth, Michael Pitt e Brady Corbet interpretam os papéis principais.
Como o original, o filme mostra uma família de classe média que encontra dois rapazes nas férias e é posteriormente capturada e torturada por eles, que lhes dá até o dia seguinte para tentar sobreviver. Cenas externas foram filmadas em Long Island. O filme é uma co-produção internacional dos Estados Unidos, Reino Unido, França, Áustria, Alemanha e Itália. Haneke afirmou que o filme é uma reflexão e crítica da violência usada na mídia.

## Sinopse
George e Ann Farber, seu filho Georgie e seu cachorro Lucky chegam à casa do lago. O vizinho do lado deles, Fred, é visto com dois rapazes, Peter e Paul. Eles descobrem que Fred está reagindo de forma um tanto estranha. Fred e Paul vêm ajudar a colocar o barco no lago. Depois que eles saem, George e Georgie ficam do lado de fora à beira do lago, cuidando do barco. Georgie pergunta ao pai por que Fred estava se comportando de maneira tão estranha.
Enquanto Ann está cozinhando na cozinha, Peter a visita e pede alguns ovos emprestados. Ann dá os ovos a ele, mas Peter os deixa cair desajeitadamente. Se sentindo um pouco irritada depois que Peter acidentalmente joga o telefone dela na pia cheia de água, Ann dá a ele mais quatro ovos e ele sai. Logo depois, ela ouve Lucky latindo e encontra Peter e Paul juntos. Lucky saltou sobre Peter, fazendo-o quebrar o segundo lote de ovos. Paul pede que ela experimente um dos tacos de golfe do lado de fora, e ela concorda relutantemente. No barco, George e Georgie ouvem Lucky latindo histericamente quando de repente o latido para. Peter e Paul pedem mais ovos, e Ann fica frustrada, mas George chega e tenta forçar os homens a irem embora, batendo em Paul. Em retaliação, Peter quebra uma das pernas de George com o taco de golfe.
Paul guia Ann em uma caçada para encontrar o cachorro da família, que ele matou com o taco de golfe de George. Quando seus vizinhos, os Thompson, a visitam, Ann apresenta os dois homens como amigos. Depois de voltar para casa, os Farbers são forçados a participar de uma série de jogos sádicos para se manterem vivos. Paul pergunta se George ou Ann querem apostar que estarão vivos às 9h da manhã, e diz que ele e Peter estão apostando que não. Paul freqüentemente ridiculariza o peso e a falta de inteligência de Peter, e descreve uma série de histórias contraditórias do passado de Peter, embora nenhuma explicação definitiva seja apresentada quanto às origens ou motivos dos homens.
Durante os "jogos", Peter e Paul colocam a cabeça de Georgie em um saco e pedem a Ann para se despir. Georgie está quase sufocado até que George pede a Ann para seguir as instruções dos homens. Ao ser liberado do saco, Georgie foge de casa com a ajuda de seus pais. Ele vai até a casa dos vizinhos, onde descobre seus cadáveres ensanguentados. Enquanto isso, Paul empurra Ann, cujas mãos foram amarradas com fita nas costas, para um sofá que fica a algum espaço de George, e amarra seus tornozelos com fita antes de sair para procurar Georgie, deixando Peter para cuidar dos Farbers. Ann pergunta por que eles não os matam diretamente, e Peter responde que eles não devem esquecer a diversão dos jogos. Quando Peter vai à cozinha para pegar ovos, Ann salta para George, mas George não consegue desamarrá-la antes de Peter voltar, e Peter bate nela e quebra os ovos novamente. Ann implora a Peter para deixá-los ir, mas ele se recusa. Georgie encontra uma espingarda na casa dos vizinhos e Paul diz a ele para ir em frente e atirar nele, mas a arma não dispara. Paul o leva de volta à sala de estar e entrega a espingarda a Peter.
Os homens jogam um novo jogo, dizendo que quem for contado levará um tiro. Enquanto Paul está na cozinha pegando algo para comer, Georgie entra em pânico e corre, o que resulta em Peter atirando nele e matando-o. Paul repreende Peter por ser precipitado, e os dois homens decidem sair brevemente. George e Ann ficam tristes com a perda, mas acabam decidindo sobreviver. Ann consegue se libertar e fugir de casa enquanto George tenta desesperadamente fazer uma chamada no telefone com defeito. Ann não consegue encontrar ajuda, apenas para ser capturada novamente por Peter e Paul, que a trazem de volta para casa.
Depois de esfaquear George, eles dizem a Ann para fazer uma oração antes de fazer uma escolha por seu marido; uma morte dolorosa e prolongada com a "pequena" faca, ou uma morte rápida e brutal com a "grande" espingarda. Enquanto Paul fala, Ann pega a espingarda na mesa à sua frente e mata Peter. Um Paul enfurecido pega a espingarda e começa a procurar o controle remoto da televisão. Ao encontrá-lo, ele rebobina as últimas ocorrências de volta para um momento antes de Ann pegar a espingarda, quebrando a quarta parede. No "recomeçar", Paul arranca a espingarda antes que ela possa agarrá-la e a adverte, dizendo que ela não tem permissão para quebrar as regras.
Peter e Paul matam George e levam Ann, amarrada e amordaçada, para o barco da família. Ann tenta se libertar, mas é pega por Paul e Peter. Por volta das oito horas da manhã, eles despreocupadamente a jogam na água para se afogar, ganhando assim a aposta. Eles batem na porta da casa dos Thompson e pedem alguns ovos. O filme termina com Paul olhando para a câmera com um sorriso malicioso.

## Elenco
- Naomi Watts — Ann Farber
- Tim Roth — George Farber
- Michael Pitt — Paul
- Brady Corbet — Peter
- Devon Gearhart — Georgie Farber
- Boyd Gaines — Fred, o vizinho dos Farbers
- Siobhan Fallon Hogan — Betsy Thompson
- Robert LuPone — Robert Thompson
- Susanne Haneke — cunhada de Betsy
- Linda Moran — Eve

No remake americano de 2007, a personagem Gerda foi renomeada para "Betsy", a segunda família a ser vítima de Paul e Peter recebeu o sobrenome "Farber" e a terceira família recebeu o sobrenome "Thompson".

## Desenvolvimento
Michael Haneke queria fazer um filme ambientado nos Estados Unidos, mas por razões práticas ele teve que ambientar o filme original de 1997 na Áustria.
Depois que o filme de 2007 usou a mesma casa, incluindo adereços e tons, Robert Koehler do Cineaste escreveu que isso "prova com certeza que — se ele usa o grande cineasta Jurgen Jurges (para a versão de 1997) ou o grande Darius Khondji (para o novo filme) — Haneke é fundamentalmente seu próprio cinegrafista, exercendo um controle considerável sobre todo o visual de seus filmes".

## Lançamento
O filme fez sua estreia britânica no Festival de Cinema de Londres em 20 de outubro de 2007. Sua estréia nos Estados Unidos foi no Festival de Cinema de Sundance de 2008 em 19 de janeiro de 2008. Ele teve um lançamento limitado nos Estados Unidos e Canadá em 14 de março de 2008, distribuído pela Warner Independent. Um lançamento mais amplo para mais cinemas veio em 8 de abril de 2008. O filme foi exibido no Festival de Cinema de Istambul em abril de 2008. Não recebeu um grande lançamento nos cinemas nos Estados Unidos antes de sair em DVD. Funny Games foi um fracasso de bilheteria, arrecadando um pouco mais da metade de seu orçamento de US$15 milhões. Geoffrey Macnab do The Guardian incluiu entre as razões para a falta de sucesso o fechamento de Tartan Films, que co-produziu o filme e lançou-o no Reino Unido. Na Alemanha, o filme foi lançado sob o título "Funny Games U.S.".
O pôster do filme, feito por Akiko Stehrenberger, é considerado pelo designer de pôster profissional Adrian Curry seu pôster favorito dos anos 2000.

### Mídia doméstica
O DVD foi lançado em 10 de junho de 2008, nos Estados Unidos. O DVD não contém nenhum material extra, mas em vez disso, inclui edições em tela ampla e tela inteira em um disco. No Reino Unido, o DVD e o Blu-ray foram lançados em 28 de julho com o material extra sendo o trailer original , perguntas e respostas com os produtores Hamish McAlpine e Chris Coen, entrevistas com o elenco, videoclipes virais e notas do filme.

## Temas
Haneke afirma que o filme inteiro não foi feito para ser um filme de terror. Ele diz que queria deixar uma mensagem sobre a violência na mídia ao fazer um filme incrivelmente violento, mas sem sentido. Ele havia escrito um pequeno ensaio revelando como se sentia sobre o assunto, chamado "Violência + Mídia". O ensaio está incluído como um capítulo do livro A Companion to Michael Haneke.

## Recepção
O filme recebeu críticas mistas da crítica de cinema. O agregador de críticas Rotten Tomatoes informou que 51% dos críticos deram ao filme críticas positivas, com base em 142 críticas. O consenso crítico do site diz: "Embora feito com grande habilidade, Funny Games é, no entanto, um exercício sádico de castigar o público". O Metacritic relatou que o filme teve uma pontuação média de 44 de 100, com base em 33 análises, indicando "análises mistas ou médias".
Todd Gilchrist, da IGN, chamou o filme de "Implacável e brilhante, Funny Games é um filme realmente ótimo – um triunfo artístico incisivo que funciona como uma experiência cinematográfica única e extraordinariamente emocionante". Por outro lado, Joshua Rothkopf da Time Out New York chamou o filme de "um projeto amargo que define o anti-imaginativo". A. O. Scott do New York Times escreveu: "Pelo menos com o remake de Funny Games, o Sr. Haneke mostra uma certa afinidade com alguém como Eli Roth, cujos filmes Hostel trouxeram nada além de desprezo dos críticos responsáveis." A crítica do Chicago Sun-Times de 14 de março de 2008 deu ao filme apenas meia estrela de quatro possíveis.
The Times of London classificou-o em 25º na lista dos 100 Piores Filmes de 2008, chamando-o de "pornografia de tortura de arte".